# Fuerzas Especiales de la República de Polonia
Fuerzas Especiales de Polonia (en polaco: Wojska Specjalne) - es la rama de operaciones especiales de las Fuerzas Militares de Polonia. Su base principal está ubicada en Cracovia. Es una estructura separada de las fuerzas de tierra, armadas y aérea.  Dispone de seis grandes unidades de comandos (incluidos GROM y 1.er Regimiento de Comandos ). Tienen cerca de 3400 efectivos. Esta unidad ha sido desplegado como refuerzo para las operaciones de la OTAN.

Polaco GROM and Navy SEALs de Estados Unidos ejercicios juntos en Gdansk (Polonia).

## Tareas
Las capacidades principales de las fuerzas especiales incluyen:
- Asegurar la Independencia y la soberanía de la República de Polonia
- Apoyo militar fuerzas de tierra, armadas y aérea República de Polonia y OTAN
- La defensa y protección de todos los ciudadanos de la República de Polonia.
- Reconocimiento en el espacio de batalla profundo.
- Entrenamiento y desarrollo de otros activos militares y de seguridad.
- Acción ofensiva/defensiva.
- Preparación del espacio de batalla.
- Apoyo a la contrainsurgencia a través de la participación y apoyo de la población.
- Apoyo a las operaciones antiterroristas.
- Interrupción de rutas de logística en el espacio de batalla profundo.